# Кронос-квартет

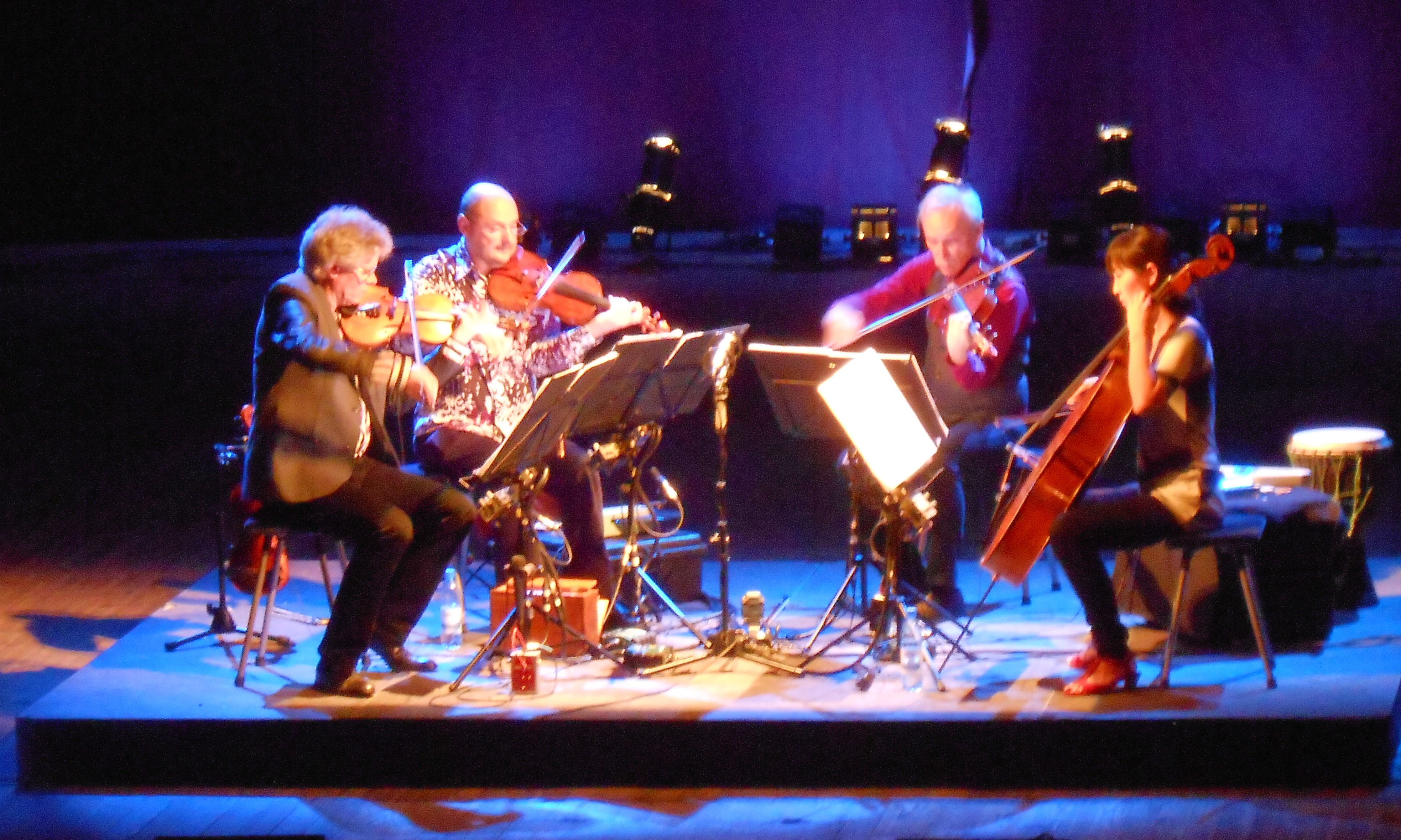
Кронос-квартет у Києві, 2013

Кронос-квартет (англ. Kronos Quartet) — американський струнний квартет з Сан-Франциско, створений в 1973 році скрипалем Девідом Харрінгтоном.
Спеціалізується на новій і новітній музиці найширшого жанрового діапазону. Працює із запрошеними музикантами з різних країн світу.
Музиканти квартету виконали й записали твори таких композиторів як Франгіз Алізаде, Альбан Берг, П. Васкс, Антон Веберн, Філіп Ґласс, С. Барбер, Софія Губайдуліна, Генрик Гурецький, Дж. Кейдж, Дж. Крамб, Астор П'яццола, Арво Пярт, С. Райх, Террі Райлі, М. Фелдман, Альфред Шнітке, Вікторія Польова та інші.
Кронос-квартет — лавреат премії Греммі (2004) за запис «Ліричної сюїти» А. Берга та інших нагород.
5 липня 2013 року квартет виступив у Києві в складі:
- Девід Гаррінґтон — перша скрипка
- Джон Ширба — друга скрипка
- Генк Датт — альт
- Санні Ян — віолончель

Спеціальним гостем їх київської програми була Мар'яна Садовська.